# Stazione di Clonmel
La stazione di Clonmel è una fermata ferroviaria della linea Limerick–Rosslare a  servizio di Clonmel, Tipperary, Irlanda.

## Storia
Fu aperta il 1º maggio 1852.

## Movimento
La stazione è servita giornalmente da due coppie di treni della relazione Limerick Junction–Waterford Plunkett. Non c'è servizio la domenica.

## Servizi
- Servizi igienici
- Capolinea autolinee
- Caffè

## Galleria d'immagini

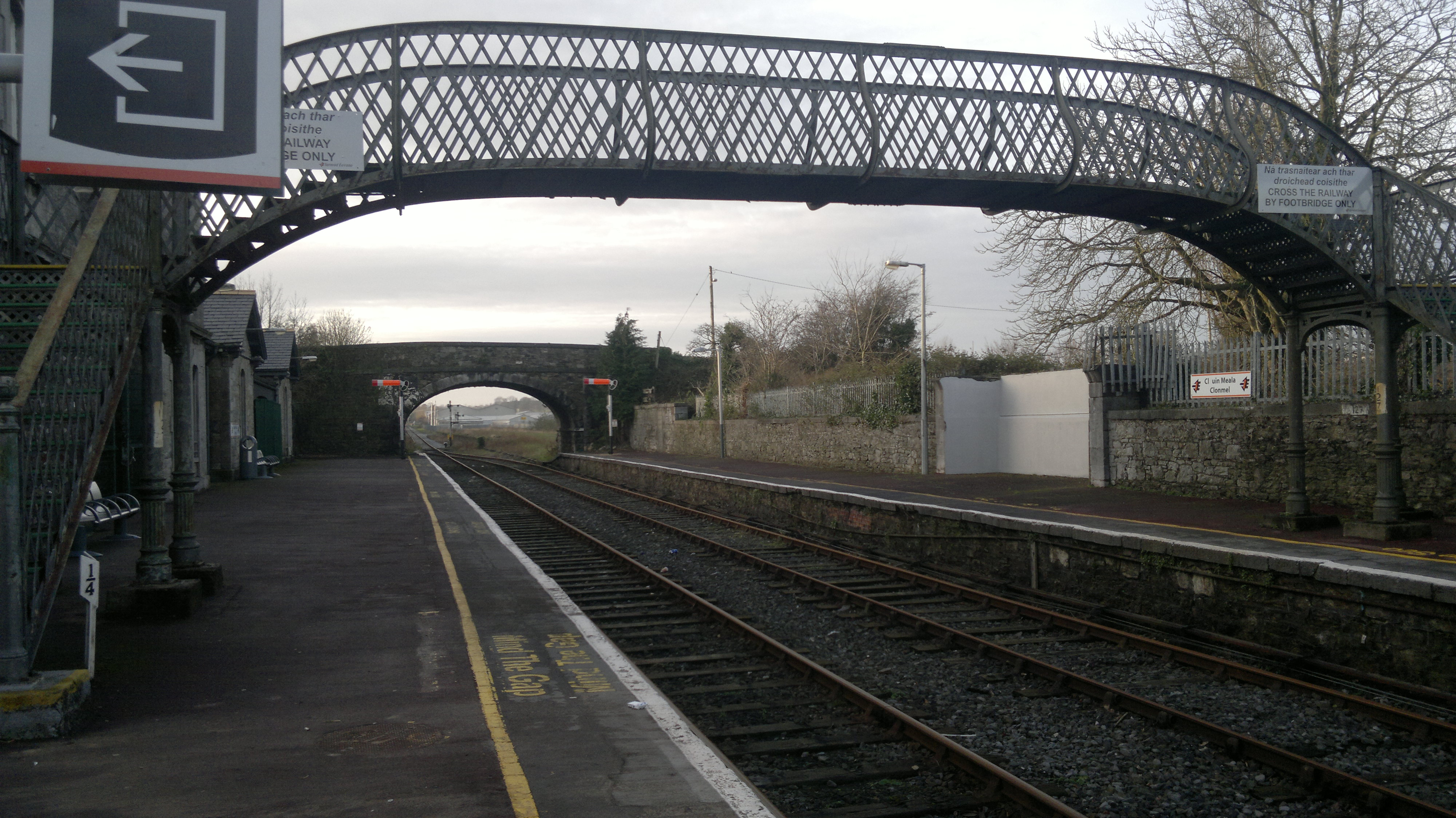
La stazione Clonmel nel dicembre 2011
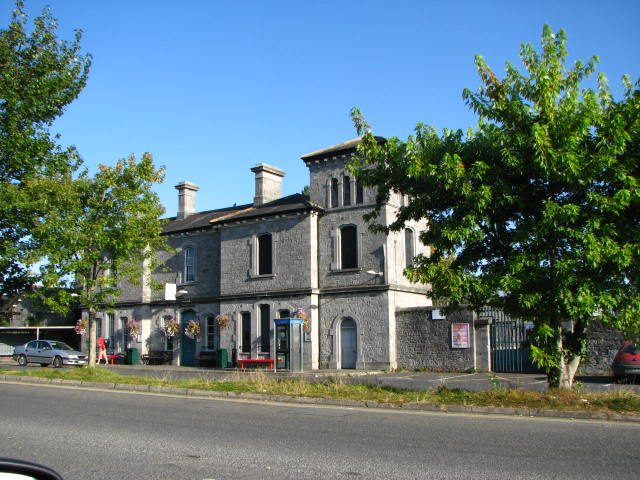
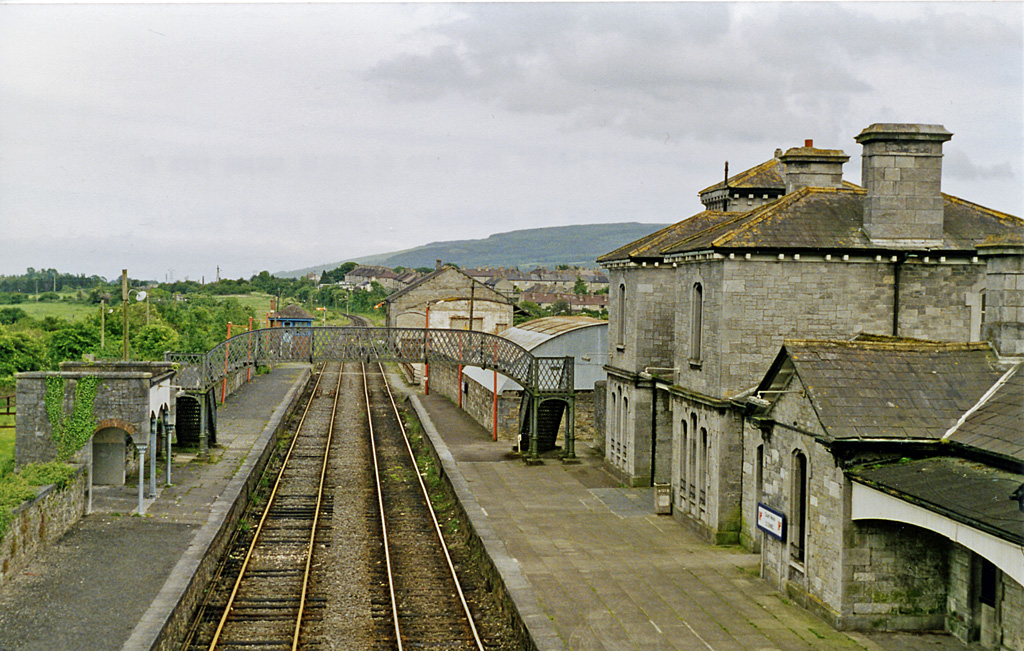
La stazione Clonmel nel 1993